# Maxellende de Caudry
Sainte Maxellende de Caudry, née vers 650 et morte vers 670, un 13 novembre, est une sainte et martyre, de la ville de Caudry, diocèse de Cambrai. C'est une sainte thaumaturge, invoquée pour les maladies des yeux.

## Vie et martyre
Le récit du martyre de Maxellende se situe à l'époque mérovingienne, sous l'épiscopat de Vindicien, qui était évêque d'Arras et de Cambrai.
Elle est la fille d'un riche propriétaire terrien de Caudry, Huinlinus. Son père était connu tant par ses qualités personnelles que par ses grandes richesses. Il avait épousé une dame d'une grande piété. Maxellende, dès ses premières années, montra des dispositions à la vertu. Elle aimait se retirer pour prier.
Elle est promise à Harduin d'Armeval, futur seigneur de Solesmes. S'étant consacré au Seigneur, elle se cacha pour échapper à son fiancé. Harduin, vexé,chercha à l'enlever. Il la retrouva et la massacra avec son coutelas, le 13 novembre 670.
Son assassin en devint aveugle.
Elle fut alors inhumée dans l'église du village de Saint-Souplet.
Le bréviaire parle en ces termes du lieu de sépulture de Sainte Maxellende : Sepulta primum in basilica beatorum Petri et Pauli et Sancti Sulpitii apud Villam cui nomen Pomeriolas - ensevelie en premier lieu dans la basilique des bienheureux Pierre et Paul et saint Sulpice près du domaine nommé Pomeriolas .
Quelques années après, les ossements de Maxellende sont ramenés en cortège à Caudry. Harduin est sur le passage du cortège. Lorsqu'il passe devant lui, il éclate en sanglots, pleure et recouvre la vue.
Le fait qu'Harduin ait recouvré la vue est un miracle et les ossements de Maxellende deviennent des reliques.

## Reliques
Ses reliques sont d'abord conservées à Cambrai, puis à Le Cateau-Cambrésis, et enfin à Caudry. Le culte des reliques était très important au Moyen Âge.

## Vénération
Maxellende est la patronne des Caudrésiens et des mal-voyants.

## Basilique Sainte-Maxellende de Caudry
La construction de cette imposante église, entre 1887 et 1890, révèle l'importance du culte rendu à la sainte de Caudry.
L'édifice, de style gothique, fut édifié selon les plans de l'architecte lillois Louis Cordonnier entre 1887 et 1890.
Lieu de pèlerinage des aveugles et mal-voyants, l'église fut élevée au rang de basilique mineure par un bref pontifical le 3 septembre 1991.
La basilique mesure 72 mètres de longueur extérieure sur 36 mètres de longueur et son clocher culmine à 75 mètres. Il comporte un carillon de 3 cloches: "Vox Dei", 2 tonnes, donne le Do; "Pax", 1700 kg, donne le Ré et "Maxellende", 1500 kg, donne le Fa.
À l'intérieur, la grande nef culmine à 20 mètres sous clef de voûte et les deux bas côtés à 8 mètres. Le transept se termine par deux chapelles, celle de gauche dédiée à Notre Dame du Rosaire et celle de droite à Sainte Maxellende avec la châsse de la Sainte. Il est éclairé par deux rosaces comportant chacune 4600 pièces de verre posées vers 1921.Le chœur est orné d'un maître-autel en marbre blanc, cuivre doré et mosaïques qui fut primé au XIXe siècle à l'exposition des maîtres-autels d'Anvers.
Bien d'autres éléments constituent également la richesse de ce sanctuaire:
- les vitraux réalisés par Charles Lorin, maître verrier à Chartres entre 1905 et 1940, retraçant la vie de Sainte Maxellende ;
- le grand orgue, œuvre de Charles Mutin Cavaillé Coll (1913) ;
- la châsse de Sainte Maxellende, du XIVe siècle, classée Monument Historique.

La fête de Sainte Maxellende y est célébrée chaque 13 novembre, ou le dimanche qui suit.

## Prière à sainte Maxellende
Sainte Maxellende, vierge et martyre, toi qui as guéri ton meurtrier devenu aveugle, garde-nous le don précieux de la vue, guéris ceux qui en sont privés, ou qui sont en danger de la perdre. Obtiens-nous surtout la lumière de l'esprit et du cœur pour que nous marchions toujours sur les chemins de l'Evangile. Toi qui désirais te consacrer à Dieu, éclaire ceux qui cherchent leur voie ici-bas. Qu'avec le soutien de ta prière, ils avancent de la paix et réalisent leur vocation. Amen

## Sources et liens externes